# Apamea purpurascens
Apamea purpurascens är en fjärilsart som beskrevs av Embrik Strand 1922. Apamea purpurascens ingår i släktet Apamea och familjen nattflyn. Inga underarter finns listade i Catalogue of Life.